# (5747) 1991 CO3
(5747) 1991 CO3 là một tiểu hành tinh vành đai chính. Nó được phát hiện bởi Robert H. McNaught ở Đài thiên văn Siding Spring ở Canberra, Australia, ngày 10 tháng 2 năm 1991.